# Dismodicus fungiceps
Dismodicus fungiceps is een spinnensoort in de taxonomische indeling van de hangmatspinnen (Linyphiidae).
Het dier behoort tot het geslacht Dismodicus. De wetenschappelijke naam van de soort werd voor het eerst geldig gepubliceerd in 1944 door J. Denis.